# Christopher Theodor Friedenreich Hage
Christopher Theodor Friedenreich Hage, född 9 mars 1819 i Stege, död 9 maj 1872 i Bellaggio, Italien, var en dansk köpman
Han var son till Christopher Friedenreich Hage och Arnette Christiane, född Just. Han var bror till Bolette Puggaard, Johannes Dam Hage, Anton Alfred Hage och Hother Hage.
Hage kom 1837 till Nakskov, där brodern Alfred Anton Hage ledde handelshuset Puggaard & Hage. Han övertog ledningen av detta då brodern reste till Köpenhamn. Han blev partner båda i den firman och i firman H. Puggaard & Co. i Köpenhamn, och han övertog senäre också ledningen av den av fadern grundade C. Hage & Søn i Stege. 
Puggaard & Hage i Nakskov sysslade framför allt med kornhandel och skeppsrederi. Vid sidan av näringsverksamheten deltog han i politiken och blev 1857 medlem av borgarrepræsentationen i Nakskov och var i en del år dess ordförande, sedan till sin död medlem av byrådet. 
År 1844 gifte han sig med Nancy Amalie Margrethe Hammerich, dotter till byfogden i Nakskov, justitierådet Carl Hammerich. Med henne fick han sonen och politikern Christopher Hage. År 1871 lämnade han Nakskov på grund av sjukdom.